# Museu do Tabaco da Maia
O Museu do Tabaco da Maia  é um espaço museológico e de animação cultural destinado à divulgação, documentação, conservação e interpretação da história da agro-indústria do tabaco nos Açores, que resultou da recuperação e da reconversão de um conjunto de construções e de espaços de cultivo da antiga Fábrica de Tabacos da Maia. A instituição situa-se na freguesia da Maia, na ilha de São Miguel, e funciona na dependência da Santa Casa da Misericórdia do Divino Espírito Santo da Maia, prosseguindo objectivos de animação cultural, turística e de desenvolvimento social.
A antiga Fábrica de Tabaco da Maia, encerrada há duas décadas, (operou entre 1871 e 1988) reabriu como Museu do Tabaco, numa tentativa de preservar a memória desta cultura e criar um pólo turístico de relevo na ilha de S. Miguel. Numa primeira fase, a antiga fábrica, encerrada em 1988, permite que os visitantes possam ver as zonas de pesagem, prensagem e secagem de tabaco, mas, antes do final do ano, deverá abrir também a área onde se encontram as máquinas de transformação do tabaco.
No arquipélago dos Açores existem actualmente duas fábricas de tabaco, ambas em S. Miguel. 
As zonas de produção totalizam cerca de 39 hectares, distribuídos pelos concelhos de Ponta Delgada (17,4), Lagoa (11,3) e Ribeira Grande (9,4). 
Os últimos dados oficiais, relativos a 2007, indicam que a produção de tabaco nos Açores atingiu 118 toneladas naquele ano. A cultura do tabaco no arquipélago começou em 1820, mas a autorização oficial de produção apenas surgiu em 1864.
Desde essa altura, nunca mais deixou de existir a manufactura de charutos em S. Miguel, ainda hoje de qualidade reconhecida a nível internacional.
A antiga unidade fabril, adquirida em 2004 pela Santa Casa da Misericórdia do Divino Espírito Santo da Maia, surge como uma forma de mostrar aos turistas como era a produção de tabaco na zona da Maia, na costa norte de S. Miguel.
É o único museu da Europa vocacionado para a investigação e divulgação da agro-industria do tabaco.